# 蒭藁增五
鯨魚座80，又名BD-08 489，HD 16212、SAO 130004、HR 759，是鯨魚座的一颗恒星，视星等为5.53，位于銀經179.86，銀緯-58.61，其B1900.0坐标为赤經2h 31m 4.6s，赤緯-8° -58.61′ 59″。